# يفجيني شيبيتسين
يفجيني شيبيتسين (بالروسية: Шипицин, Евгений Фёдорович)‏ (16 يناير 1985 ببيرم في روسيا - ) هو لاعب كرة قدم روسي في مركز الوسط. شارك مع منتخب روسيا الثاني لكرة القدم. أما مع النوادي، فقد لعب مع أمكار بيرم ونادي كراسنودار وسليوت بيلغورود ‏ وسوكول ساراتوف ‏ ونادي موردوفيا سارانسك.

## روابط خارجية
- يفجيني شيبيتسين على موقع قاعدة بيانات كرة القدم.إي يو (الإنجليزية)
- يفجيني شيبيتسين على موقع Soccerway.com (الإنجليزية)
- يفجيني شيبيتسين على موقع AS.com (الإسبانية)